# Novinka (Vólogda)
|  | Per a altres significats, vegeu «Novinka». |

Novinka (en rus: Новинка) és un poble de l'óblast de Vólogda, a Rússia, que el 2002 no tenia cap habitant permanent. Forma part de l'assentament rural d'Oixta des del 2016 (i, anteriorment, del de Kazakovo).